# Xã Adams, Quận Champaign, Ohio
Xã Adams (tiếng Anh: Adams Township) là một xã thuộc quận Champaign, tiểu bang Ohio, Hoa Kỳ. Năm 2010, dân số của xã này là 1.110 người.